# Antoine Joly
Antoine Joly (Le Mans, 16 juli 1955) is een Frans politicus en diplomaat. Hij was ambassadeur van Frankrijk in Suriname van 2017 tot 2021.

## Biografie
Joly studeerde af aan de Sciences Po in Parijs. Hij behaalde een mastergraad in rechten en de wetenschappelijke titel DEA in culturele en sociale antropologie.
Hij klom op in dienst van de stad Parijs tot hij uiteindelijk algemeen directeur voor de stad werd. Verder is hij secretaris-generaal geweest van de stad Cannes en vice-voorzitter sociale zaken voor het departement Sarthe. Hij was voorzitter van de landbouwbeurs van La Flèche en drie jaar lang voorzitter van de Franse voetbalclub AS Cannes.
Hij werkte acht jaar als gezant voor het ministerie van Buitenlandse Zaken  en was van 2011 tot 2015 ambassadeur in Nicaragua. Hierna was hij ambassadeur voor migratiezaken op het ministerie. Op 16 januari 2017 volgde hij Michel Prom op als ambassadeur in Suriname. Daarnaast vertegenwoordigt hij Frans-Guyana bij de Caricom.
In maart 2020 was hij enige tijd besmet met COVID-19 en werd hij in isolatie opgenomen in het Regionaal Ziekenhuis Wanica. Na enkele dagen werd hij in relatief goede gezondheid per brandweerauto en veerboot naar de Frans-Guyanese hoofdstad Cayenne vervoerd.
Tijdens zijn ambt was hij belast met de onderhandelingen die leidden tot een deelakkoord over het betwiste grensgebied tussen beide landen.
Op 5 oktober 2021 nam hij afscheid als ambassadeur van Suriname. Tijdens zijn ceremonie werd hij onderscheiden met het Grootlint in de Ere-Orde van de Palm. Joly werd opgevolgd door Pierre Lanapats.
- Bibliothèque nationale de France: cb124993318 (data)
- International Standard Name Identifier: 0000 0003 6218 1743
- Système universitaire de documentation: 034213708
- Virtual International Authority File: 225414221